# Джамал Мешберн
Джамал Мешберн (англ. Jamal Mashburn, нар. 29 листопада 1972, Бронкс, Нью-Йорк), США) — американський професіональний баскетболіст, що грав на позиції легкого форварда за декілька команд НБА. Після завершення спортивної кар'єри певний час працював оглядачем для каналу ESPN та став власником 34 ресторанів Outback Steakhouse та 37 Papa John's.

## Ігрова кар'єра

### Ранні роки
Починав грати у баскетбол у команді старшої школи кардинала Гейса (Бронкс, Нью-Йорк). На університетському рівні грав за команду Кентуккі (1990–1993). 1993 року у її складі дійшов до Фіналу чотирьох NCAA.

### «Даллас Маверікс»
1993 року був обраний у першому раунді драфту НБА під загальним 4-м номером командою «Даллас Маверікс». У своєму першому сезоні в НБА набирав у середньому 19,2 очка за гру, попавши до першої збірної новачків за його підсумками. Перед початком наступного сезону клуб придбав Джейсона Кідда. Після цього команда базувалася на тріо, яке отримало прізвисько «Три Джея» (перша буква їхніх імен — The Three J's) — Джейсон Кідд, Джим Джексон та Джамал Мешберн. У своєму другому сезоні в лізі Мешберн набирав 24,1 очко за гру, а 12 листопада набрав 50 очок у матчі проти «Чикаго Буллз». Це зробило його четвертим наймолодшим гравцем в історії НБА, якому вдавалося набрати 50 очок у матчі. У сезоні 1995—1996 через травми зіграв лише у 18 іграх.

### «Маямі Гіт»
З 1997 по 2000 рік грав у складі «Маямі Гіт». Приєднавшись до зірок Алонзо Морнінга та Тіма Гардевея, набирав 13,4 очка. Допоміг команді здобути 61 перемогу в сезоні, що було рекордом франшизи. У плей-оф «Гіт» спочатку обіграли «Орландо Меджик», а потім — «Нью-Йорк Нікс» у важкій серії з семи ігор. Клуб з Маямі вперше в історії пробився до фіналу Східної конференції, де сильнішими виявилися «Чикаго Буллз».
У сезоні 1997—1998 через травми зіграв лише у 48 матчах, в яких набирав 15,1 очка за гру. У першому раунді плей-оф «Гіт» поступилися «Нікс». В наступному сезоні знову через травми зіграв лише у половині з можливих матчів сезону. Набирав 14,8 очка та 6,1 підбирання за гру. У першому раунді плей-оф команда вдруге поспіль поступилася «Нью-Йорк Нікс».
У сезоні 1999—2000 набирав в середньому 17,5 очка за гру, допомігши команді вкотре пробитися до плей-оф. У першому раунді «Гіт» розгромили «Детройт Пістонс» у серії з трьох ігор. В наступному раунді знову зустрілися з «Нью-Йорк Нікс», але у драматичній серії з семи ігор знову переміг клуб з Нью-Йорка.

### «Шарлотт Горнетс»
2000 року разом з Пі Джей Брауном перейшов до «Шарлотт Горнетс» в обмін на Едді Джонса та Ентоні Мейсона. У свій перший сезон за «Шарлотт» набирав 20,1 очка, 7,6 підбирання та 5,4 асиста за гру. Разом з Бероном Девісом вивели команду до плей-оф. Там у першому раунді зустрілися з «Маямі Гіт», яких обіграли всуху в трьох матчах. В наступному раунді зустрілися з «Мілвокі Бакс». Незважаючи на результативну гру Мешберна з 36 очками та 31 очком у третій та четвертій грі відповідно, сильнішими виявилися «Бакс» у важкій серії з семи матчів.
Сезон 2001—2002 знову виявився неповноцінним для Мешберна, так як він зіграв лише у 40 матчах регулярного сезону, пропустивши решту через травми. У плей-оф команда обіграла «Орландо Меджик» у першому раунді, але поступилася у другому — «Нью-Джерсі Нетс». Сам Мешберн залишався травмованим під час плей-оф. Після цього сезону франшиза переїхала до Нового Орлеану та стала називатися «Нью-Орлінс Горнетс».

### «Нью-Орлінс Горнетс»
Найкращий сезон Мешберна припав на 2002—2003 рік. Він зіграв у всіх 82 матчах регулярного сезону, в яких набирав 21,6 очка за гру, зіграв у матчі всіх зірок за команду Сходу, був названий гравцем місяця Східної конференції та був включений до Третьої збірної всіх зірок НБА за підсумками сезону. 21 лютого набрав 50 очок у матчі проти «Мемфіс Гріззліс», а 26 березня — 40 очок проти «Орландо Меджик». Допоміг команді вийти в плей-оф, проте там в першому раунді вона поступилася «Філадельфія Севенті-Сіксерс».
У сезоні 2003—2004 знову через травму зіграв лише у 19 матчах сезону. Через це вирішив не грати у сезоні 2004—2005 та залікувати своє хворе коліно. Йому провели операцію, і, незважаючи на це, 24 лютого 2005 року клуб обміняв його на Гленна Робінсона до «Філадельфія Севенті-Сіксерс». Але він так і не зміг відновитися після операції, після чого оголосив про завершення кар'єри баскетболіста.

## Статистика виступів в НБА

### Регулярний сезон
| Сезон              | Команда              | GP  | GS  | MPG  | FG%  | 3P%   | FT%  | RPG | APG | SPG | BPG | PPG  |
| ------------------ | -------------------- | --- | --- | ---- | ---- | ----- | ---- | --- | --- | --- | --- | ---- |
| 1993–94            | «Даллас Маверікс»    | 79  | 73  | 36.7 | .406 | .284  | .699 | 4.5 | 3.4 | 1.1 | .2  | 19.2 |
| 1994–95            | «Даллас Маверікс»    | 80  | 80  | 37.3 | .436 | .328  | .739 | 4.1 | 3.7 | 1.0 | .1  | 24.1 |
| 1995–96            | «Даллас Маверікс»    | 18  | 18  | 37.2 | .379 | .343  | .729 | 5.4 | 2.8 | .8  | .2  | 23.4 |
| 1996–97            | «Даллас Маверікс»    | 37  | 21  | 26.4 | .372 | .321  | .649 | 3.1 | 2.5 | .9  | .1  | 10.6 |
| 1996–97            | «Маямі Гіт»          | 32  | 30  | 37.2 | .398 | .329  | .752 | 5.6 | 3.5 | 1.3 | .2  | 13.4 |
| 1997–98            | «Маямі Гіт»          | 48  | 48  | 36.0 | .435 | .303  | .797 | 4.9 | 2.8 | .9  | .3  | 15.1 |
| 1998–99            | «Маямі Гіт»          | 24  | 23  | 35.6 | .451 | .433  | .721 | 6.1 | 3.1 | .8  | .1  | 14.8 |
| 1999–00            | «Маямі Гіт»          | 76  | 76  | 37.2 | .445 | .403  | .778 | 5.0 | 3.9 | 1.0 | .2  | 17.5 |
| 2000–01            | «Шарлотт Горнетс»    | 76  | 76  | 39.3 | .413 | .356  | .766 | 7.6 | 5.4 | 1.1 | .2  | 20.1 |
| 2001–02            | «Шарлотт Горнетс»    | 40  | 40  | 40.0 | .407 | .366  | .876 | 6.1 | 4.3 | 1.1 | .2  | 21.5 |
| 2002–03            | «Нью-Орлінс Горнетс» | 82  | 81  | 40.5 | .422 | .389  | .848 | 6.1 | 5.6 | 1.0 | .2  | 21.6 |
| 2003–04            | «Нью-Орлінс Горнетс» | 19  | 18  | 38.4 | .392 | .284  | .813 | 6.2 | 2.5 | .7  | .3  | 20.8 |
| Усього за кар'єру  | Усього за кар'єру    | 611 | 584 | 37.3 | .418 | .345  | .766 | 5.4 | 4.0 | 1.0 | .2  | 19.1 |
| В іграх усіх зірок | В іграх усіх зірок   | 1   | 0   | 14.0 | .571 | 1.000 | .000 | 4.0 | 2.0 | 2.0 | .0  | 10.0 |

### Плей-оф
| Сезон             | Команда              | GP | GS | MPG  | FG%  | 3P%  | FT%  | RPG | APG | SPG | BPG | PPG  |
| ----------------- | -------------------- | -- | -- | ---- | ---- | ---- | ---- | --- | --- | --- | --- | ---- |
| 1997              | «Маямі Гіт»          | 17 | 17 | 32.6 | .387 | .355 | .650 | 4.9 | 2.1 | 1.0 | .1  | 10.5 |
| 1998              | «Маямі Гіт»          | 5  | 3  | 25.8 | .267 | .364 | .750 | 4.4 | 1.8 | .6  | .2  | 6.2  |
| 1999              | «Маямі Гіт»          | 5  | 5  | 30.4 | .388 | .429 | .667 | 2.6 | 2.0 | .4  | .0  | 10.0 |
| 2000              | «Маямі Гіт»          | 10 | 10 | 42.3 | .401 | .394 | .857 | 4.6 | 3.2 | 1.1 | .2  | 17.5 |
| 2001              | «Шарлотт Горнетс»    | 10 | 10 | 41.9 | .404 | .333 | .841 | 6.2 | 5.7 | 1.2 | .3  | 24.9 |
| 2002              | «Шарлотт Горнетс»    | 1  | 1  | 10.0 | .000 | .000 | .000 | 1.0 | 1.0 | .0  | .0  | .0   |
| 2003              | «Нью-Орлінс Горнетс» | 4  | 4  | 40.5 | .430 | .400 | .714 | 3.5 | 5.3 | 1.0 | .3  | 24.8 |
| Усього за кар'єру | Усього за кар'єру    | 52 | 50 | 35.6 | .389 | .369 | .780 | 4.7 | 3.2 | .9  | .2  | 15.0 |